# Medal „Za pracowniczą dzielność”
Medal „Za pracowniczą dzielność” (ros. Медаль «За трудовую доблесть») – radzieckie  cywilne odznaczenie państwowe nadawane za zasługi w pracy.

## Historia
Odznaczenie zostało ustanowione dekretem Rady Najwyższej ZSRR w dniu 27 grudnia 1938 roku dla nagrodzenia osób wyróżniających się poświęceniem i zaangażowaniem w pracy.
W dniu 16 czerwca 1943 roku dekretem Rady Najwyższej ZSRR zmieniono opis odznaki medalu, w ten sposób, że zmieniono sposób jej zawieszenia. Niewielkie poprawki u opisie medalu wprowadzono również dekretem z dnia 16 grudnia 1947 roku.
W dniu 28 marca 1980 roku rozporządzeniem Rady Najwyższej ZSRR wprowadzono nową redakcję statutu medalu, który jednak nie zmienił zasad nadawania medalu.

## Zasady nadawania
Zgodnie ze statutem medal nadawany był robotnikom, rolnikom, pracownikom  gospodarki narodowej, pracownikom nauki, kultury, edukacji, służby zdrowia i innych obywateli radzieckich. Mógł również być nadawany cudzoziemcom niebędącym obywatelami ZSRR o ile pracowali na terenie ZSRR.
W szczególności był nadawany:
- za twórczą pracę, tworzenie warunków do wzrostu wydajności pracy, poprawę jakości produktów,
- za efektywne wykorzystywanie postępu technologicznego, rozwój technologiczny, innowacyjność i wynalazczość,
- za osiągnięcia w dziedzinie nauki, kultury, literatury, sztuki, edukacji, zdrowia, handlu, gastronomii, budownictwa mieszkaniowego,
- za osiągnięcia w dziedzinie edukacji i kształcenia młodzieży w duchu komunistycznych zasad dla rozwoju kraju i działalności społecznej,
- za osiągnięcia w dziedzinie kultury fizycznej i sportu.

Medale po raz pierwszy zostały nadane w dniu 16 stycznia 1939 roku, gdy wyróżniono 22 pracowników Zakładu nr 8 im. Kalinina, który zajmował się produkcja uzbrojenia artyleryjskiego. Ostatnie medale zostały nadane w dniu 21 grudnia 1991 roku.
Łącznie w latach 1939–1991 nadano ok. 2,1 mln medali.

## Opis odznaki
Odznakę medalu stanowi okrągły krążek o średnicy 34 mm wykonany ze srebra próby 925. Medal zaprojektował rysownik Iwan Iwanowicz Dubasow.
Na awersie medalu w górnej części znajduje się pięcioramienna gwiazda pokryta czerwoną emalią, na której znajduje się srebrny sierp i młot. Pod spodem wklęsły napis ЗА ТРУДОВУЮ ДОБЛЕСТЬ (pol. „Za ofiarną pracę”) w kolorze czerwonym, a pod nim wypukły napis CCCP (pol. „ZSRR”) w kolorze medalu.
Na rewersie w centralnej części jest wypukły napis ТРУД В СССР – ДЕЛО ЧЕСТИ (pol. „Praca w ZSRR – sprawa honoru”). Pod tym napisem znajduje się numer medalu.
Medal według dekretu z 1938 roku zawieszony był na metalowej trójkątnej blaszce pokrytej wstążką koloru czerwonego. Dekretem z 1943 roku zmieniono sposób zawieszenia medalu i został on zawieszony na metalowej pięciokątnej blaszce obciągniętej wstążką koloru jasnofioletowego z dwoma wąskimi paskami koloru czerwonego po bokach.
Medal nosi się na lewej stronie piersi, w kolejności po Medalu Nachimowa.